# امیر عید
امیر عید (زادهٔ ۲۶ نوامبر ۱۹۸۳) بازیگر و خواننده پاپ مصری است که بیشتر برای آهنگ موفق خود  «آن یک قضیه است» شناخته می شود. او در سال ۲۰۰۳ گروه راک مصری کایروکی را تأسیس کرد.

## زندگینامه
امیر عید در ۲۶ نوامبر ۱۹۸۳ در قاهره در مصر به دنیا آمد. امیر گروه راک کایروکی را در سال ۲۰۰۳ میلادی تاسیس کرد.

## فعالیت حرفه ای

### آن یک قضیه است
در ۳۰ نوامبر ۲۰۲۳، عید تک آهنگ «آن یک قضیه است» را در همبستگی با فلسطین منتشر کرد. «آن یک قضیه است» از ایالات متحده به خاطر کم کاری خود انتقاد کرد. این آهنگ بیش از یک میلیون بازدید در یوتیوب داشته است.

### فیلم ها
- وقتی ما به دنیا می آییم (۲۰۱۹) [۵]
- ریو (۲۰۲۲) [۶]